# Бад-Годесберг

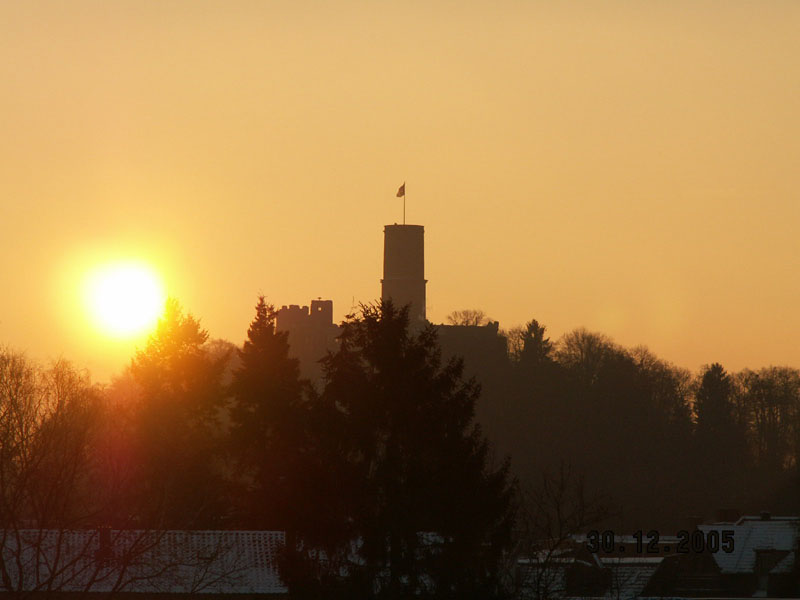
Замок Годесберг

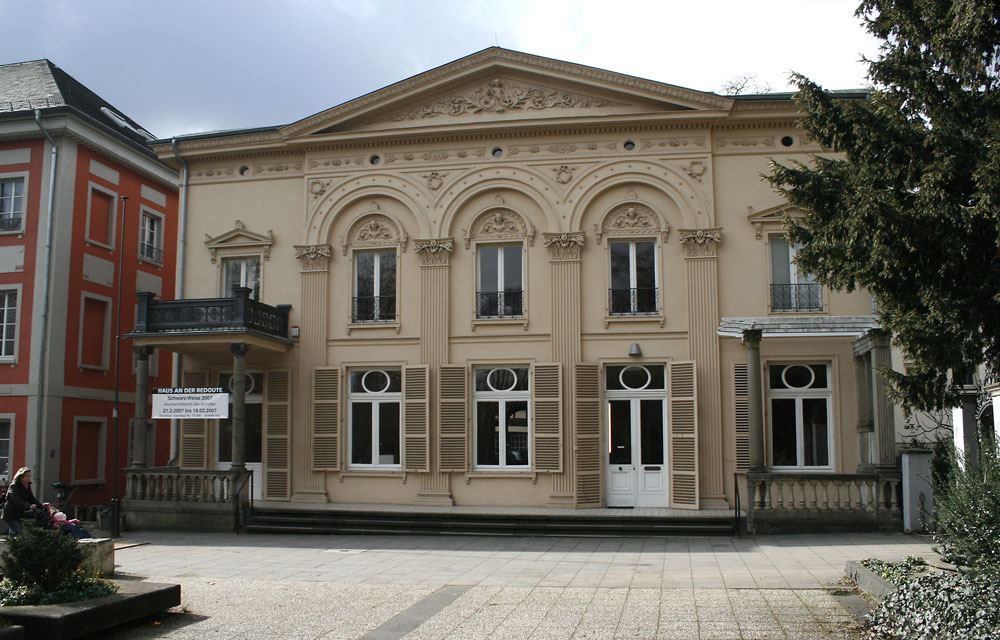
Редут

Бад-Годесберг (нем. Bad Godesberg) — город в Германии (до 1969 г.), ныне часть Бонна.

## География
Бад-Годесберг расположен в южной части земли Северный Рейн — Вестфалия, на южной оконечности Кёльнской бухты и является разделителем между Средним и Нижним Рейном. Высота над уровнем моря — от 40 до 170 метров. Административно входит в округ Бонн (его юго-восточная часть), разделён на 13 районов.
Площадь города составляет 31,97 км². Численность населения равна 71 363 человека (на 2009 год). Плотность населения — 2232 чел./км².

## История
Впервые письменно упомянут в 722 году как Вотансберг, культовое место племени убиев.
В 1210 году курфюрстом Кёльнским, епископом Дитрихом I фон Хенгебахом, здесь на холмах было начато строительство замка Годесберг.
В 1583 году Годесберг был взорван осаждавшими его баварскими войсками (позднее восстановлен).
В конце XVII столетия в Бад-Годесберге шла интенсивная застройка зданиями в стиле барокко. В 1790—1792 годах курфюрстом Максом Феликсом возле местного целебного источника возводятся санитарно-оздоровительные службы; Бад-Годесберг превращается в бальнеологический курорт.
В XIX веке к Бад-Годесбергу проводится железнодорожная линия, после чего город всё более интенсивно развивается, становится постоянным местом отдыха представителей среднего и высшего классов Рейнской области. В 1935 году Бад-Годесберг получает статус города. В годы Второй мировой войны он не пострадал, в том числе и от бомбардировок, и 8 марта 1945 года был без единого выстрела передан американцам. Бад-Годесберг был первым немецким крупным городом, без сопротивления капитулировавшим перед союзниками.
После создания ФРГ и превращения Бонна в её столицу в Бад-Годесберге расположились многочисленные посольства и дипломатические представительства. В 1959 году здесь прошёл съезд СДПГ, принявший Годесбергскую программу. 1 августа 1969 года Бад-Годесберг был присоединён к Бонну. Многие жители Бад-Годесберга восприняли такое решение с неудовольствием, однако в суде иск об обжаловании включения города в состав Бонна был отклонён. Тем не менее большинство его жителей себя по-прежнему называют «годесбергцами», а не «боннцами».
Бад-Годесберг был любимейшим курортом Адольфа Гитлера. С 1926 по 1945 год «фюрер» посетил его не менее 50 раз. 22 и 23 сентября 1938 года здесь Гитлер провёл переговоры с премьер-министром Великобритании Невиллом Чемберленом по судетскому вопросу.

## Города-партнёры
- Сен-Клу
- Кортрейк
- Ялова
- Фраскати
- Виндзор и Мейденхед
- Штеглиц-Целендорф (часть Берлина)